# Plagithmysus montgomeryi
Plagithmysus montgomeryi là một loài bọ cánh cứng trong họ Cerambycidae.